# Гимн Республики Калмыкия
Государственный гимн Республики Калмыкия (калм. Хальмг Таңһчин частр) — один из государственных символов Республики Калмыкия. Утверждён Верховным Советом Республики Калмыкия — Хальмг Тангч 30 октября 1992 года.

## Текст[1][2]
| Сарул сәәхн Хальмг Таңһч Сансн тоотан күцәнә, Авта җирһлин бат җолаг Алдр һартан атхна. Улан залата хальмг улс, Улата теегән кеерүлий! Төрскн нутгтан күчән нерәдәд, Толһа менд җирһий! Олн келн-әмтнлә хамдан Уралан Таңһчин зүткнә. Иньгллтин залин өндр герлд, Иргч мана батрна. Улан залата хальмг улс, Улата теегән кеерүлий! Төрскн нутгтан күчән нерәдәд, Толһа менд җирһий! Баатр, чиирг үрдәр туурад, Буурл теемг өснә. Сурһуль-номдан килмҗән өдәг, Сул нерән дуудулна. Улан залата хальмг улс, Улата теегән кеерүлий! Төрскн нутгтан күчән нерәдәд, Толһа менд җирһий! | Светлая красивая Республика Калмыкия Всё, что задумала, исполняет, Складной жизни крепкие поводья В славной руке сжимает. С красной кисточкой калмыцкий народ, Красную степь украсим! Родной державе мощь посвятим, Да будем здравствовать мы! Со всеми людьми разных языков вместе Вперёд стремится моя Республика. Дружбы пламя в высоком свете Будущее наше крепнет. С красной кисточкой калмыцкий народ, Красную степь украсим! Родной державе мощь посвятим, Да будем здравствовать мы! Крепкими выносливыми детьми прославляясь, Седая степь моя растёт. Отдавая учёбе старание, Свободное имя возносят. С красной кисточкой калмыцкий народ, Красную степь украсим! Родной державе мощь посвятим, Да будем здравствовать мы! |

## История
В октябре 1990 года Верховный Совет Калмыкии объявил о провозглашении суверенитета республики. 18 октября 1990 года Верховный Совет Калмыцкой Автономной ССР принял Декларацию о государственном суверенитете, в соответствии с которой Калмыцкая АССР была преобразована в Калмыцкую ССР — Хальмг Тангч. Отражения на гербе и флаге это изменение не нашло. Постановлением Верховного Совета от 20 февраля 1992 года № 336-IX Калмыцкая ССР была переименована в Республику Калмыкия — Хальмг Тангч. В соответствии с Постановлением
Президиума Верховного Совета Калмыцкой ССР — Хальмг Тангч от 7 июня 1991 года № 243-П −1Х в республике был объявлен конкурс по созданию
новых государственных символов Калмыцкой ССР — Хальмг Тангч.
В итоге Верховным Советом Республики Калмыкия — Хальмг Тангч 30 октября 1992 года был утвержден Государственный гимн Республики Калмыкия — Хальмг Тангч. В качестве Государственного гимна было утверждено музыкально-поэтическое произведение «Хальмг Тангчин частр» (музыка А. Манджиева, слова В. Шуграевой). Государственный гимн был утвержден также отдельным Законом Республики Калмыкия — Хальмг Тангч от 4 ноября 1992 года «О дополнении Конституции (Основного Закона) Калмыцкой ССР — Хальмг Тангч ст. 158-1».
Порядок, место и время исполнения государственного гимна Республики Калмыкия определены Законом Республик Калмыкия от 11 июня 1996 года № 44-I-3 «О государственных символах Республики Калмыкия». Согласно ст. 16 указанного Закона:

государственный гимн Республики Калмыкия — Хальмг Тангчин частр исполняется во время торжественных церемоний и иных мероприятий, проводимых государственными органами:

при поднятии Государственного флага Республики Калмыкия — Хальмг Тангчин туг;

после принесения присяги вновь назначенным Главой Республики Калмыкия;

при открытии торжественных заседаний Народного Хурала (Парламента) Республики Калмыкия;

при открытии мемориалов, памятников и монументов;

при возложении венков к могилам жертв политических репрессий и погибших при защите Отечества;

при вручении государственных наград;

при открытии и закрытии торжественных митингов, собраний, официальных чествований;

при встречах, проводах, и иных мероприятиях, связанных с приемом и проводами высших официальных лиц Российской Федерации, официальных должностных лиц — субъектов Российской Федерации, Содружества независимых государств и зарубежных стран, после исполнения Государственного гимна страны гостя.